# صمبريرة

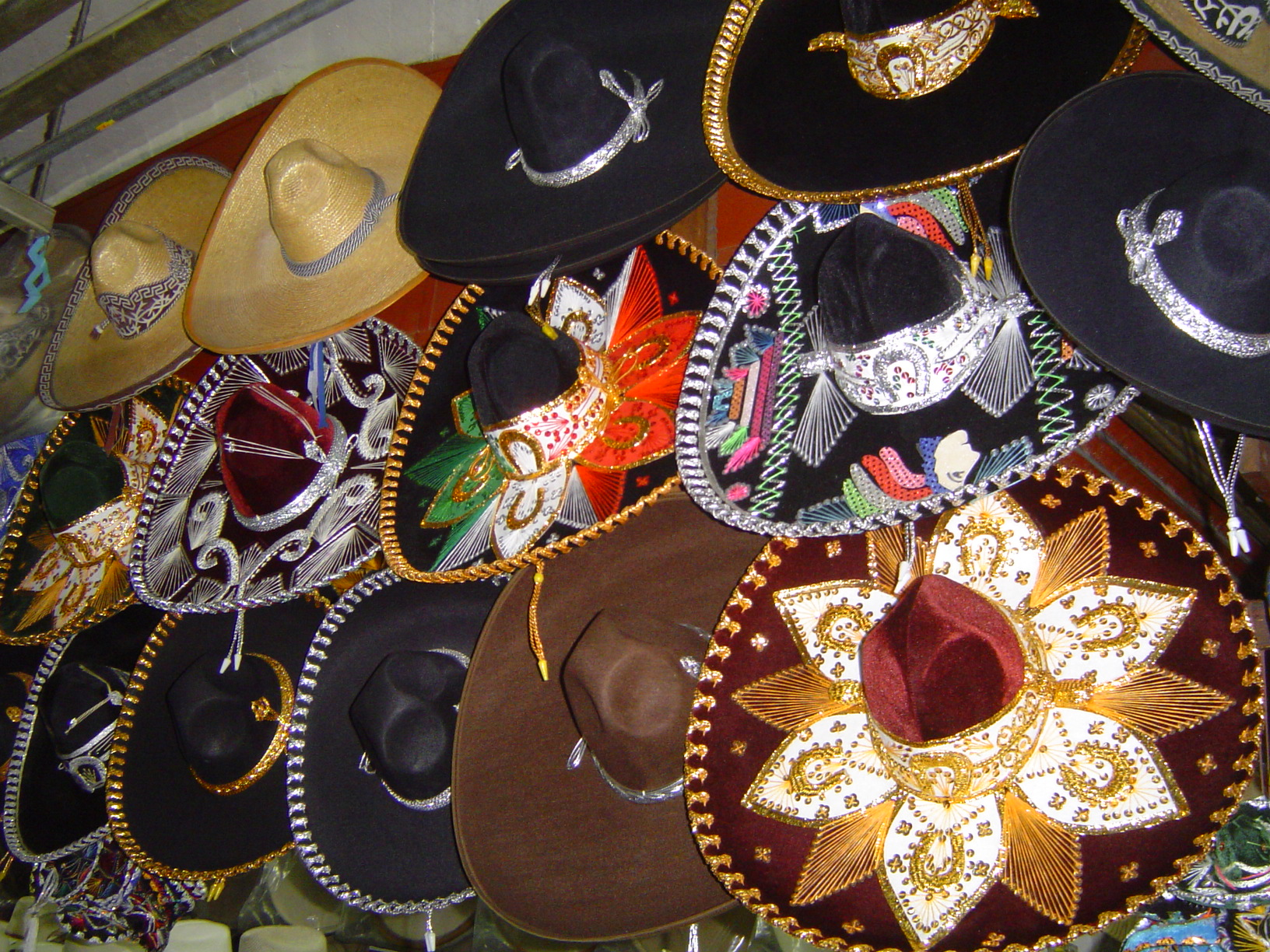
سمبريرو أحد رموز الثقافة المكسيكيّة.

الصَمْبرِيرة (بالإسبانية: sombreros)‏ هي قبعة واسعة الحواف مصدرها المكسيك. عادة ذات حواف خارجية واسعة (بما يكفي لتلقي بظلالها على الرأس والعنق والكتفين من يرتديها، وقليلا مقلوبة على حافة)، وسلسلة الذقن ليثبت في مكانه.
في المكسيك، يُعرف هذا النوع من القبعة باسم سومبريرو دي شارو  (" قبعة شارو "، في إشارة إلى الفرسان المكسيكيين التقليديين). في الإسبانية، يمكن اعتبار أي قبعة واسعة الحواف سمبريرو.
في المكسيك، عادة ما تكون قبعات الفلاحين مصنوعة من القش ، في حين ثراء الناس ارتداء القبعات المصنوعة من شعر، والتي يتم تصاميمها باللون وأنماط منسوجة، وزينة مختلفة، نادرا ما تظهر أنها في المناطق الحضرية الحديثة، إلا كجزء من الأزياء الشعبية التي يرتديها في الاحتفالات معينة أصبح سمبريرو مكسيكية رمزا وطنيا والثقافية، وغالبا ما تستخدم في الاحتفالات المكسيكية التقليدية، وخاصة من قبل المجتمعات خارج المكسيك.

## التصميم
تم تصميم القبعة الصوفية، مثل قبعات رعاة البقر ، استجابة لمتطلبات البيئة المادية. يمكن رؤية مفهوم القبعة ذات الحواف العريضة التي يرتديها الفارس على ظهور الخيل منذ زمن بعيد مثل الفرسان المنغوليين في القرن الثالث عشر، وفي بيتاسوس اليوناني قبل ألفي عام من ذلك.  في المناخات الحارة والمشمسة، غالبًا ما تطورت القبعات ذات الحواف العريضة. الأصل الدقيق للقبعة المكسيكية غير معروف، ولكن من المقبول عادةً أن القبعة نشأت مع رعاة البقر المستيزو في وسط المكسيك.  على الرغم من أن القبعة المكسيكية عادة ما تشير إلى أغطية الرأس المكسيكية التقليدية، فإن مصطلح القبعة يسبق هذه القطعة من الملابس، وقد تم تطبيقه على عدة أنماط مختلفة من القبعة. يمكن العثور على أنواع أخرى من القبعات المعروفة باسم سمبريرو في أمريكا الجنوبية وإسبانيا، بما في ذلك سمبريرو كالاني ، وسومبريرو كوردوبي ، وسومبريرو دي كاتيت (إسبانيا)، وسومبريرو فويلتياو (كولومبيا).

## التأثير الثقافي
اعتمد العديد من رعاة البقر الأوائل في تكساس القبعة الإسبانية والمكسيكية بتاجها المسطح وحوافها المسطحة العريضة. تسمى أيضًا بوبلانو ، هذه القبعات جاءت من إسبانيا.
أضاف الاختلاف المكسيكي للقبريرو حافة أوسع وتاجًا مخروطيًا مرتفعًا. هذه هي القبعات التي يرتديها موسيقيو المارياتشي والشاروس . يتضمن كلا النوعين من القبعة عادةً باربوكيجو أو حزام الذقن.
في غرب الولايات المتحدة ، كان للقمبريرو تاج مرتفع مخروطي أو أسطواني بحافة على شكل صحن، ومطرزة للغاية ومصنوعة من اللباد الفخم. 
في الفلبين، وبسبب التأثير الإسباني الذي أحدثته تجارة سفينة مانيلا الشراعية ، تم استيعاب المصطلح في اللغة التاغالوغية في شكل سمبريرو ويشير الآن إلى أي قبعة - من سمبريروس المكسيكية (كما هو مستخدم في اللغة الإنجليزية). إلى قبعات البيسبول . 
تُعرف المجرة ميسييه 104 باسم مجرة السومبريرو بسبب مظهرها.  وبالمثل، كان ملعب تامبا يُعرف أيضًا باسم "The Big Sombrero".